# Wasabryggeriet
För det före detta bryggeriet i Stockholm med samma namn, se C G Piehls Bryggeri.

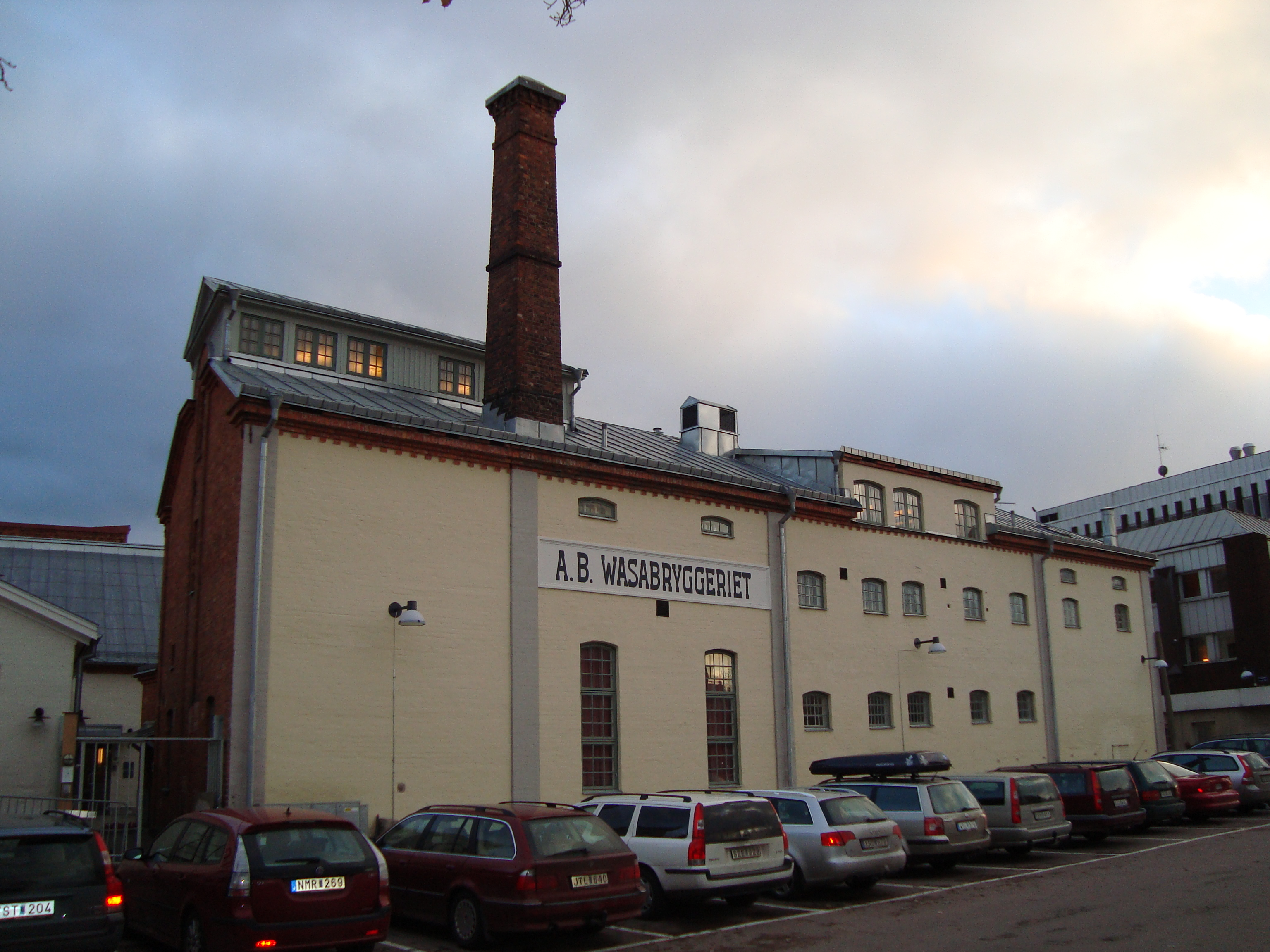
Wasabryggeriet

Wasabryggeriet var ett bryggeri i Borlänge, grundat 1896. Idag finns en mindre del av bryggeriet kvar, vilken används som musikkafé och kontorslokaler för bland andra Dalademokraten. 

## Byggnader
Bryggeriets huvudbyggnad, uppförd 1896, är byggd i tegel och har en putsad fasad med lisener. Skorstenens topp är klädd med blyplåt, ursprungligen för att stå emot svavelföroreningarna från kolpannan. En renovering av byggnaden gjordes 2001–2002 efter att Borlänge kommuns affärsfastighetsbolag Fastighets AB Hushagen förvärvat gården år 2000. Bryggeriets ursprungliga tomt var dock större, men har blivit avstyckad.
Huset på gården för tappning, jäsning och lagring uppfördes 1925–1928 och det så kallade Grå huset mot Sveagränd, med butik, bostäder och garage byggdes 1925.

## Historia
Bryggeriet hette ursprungligen Borlänge Bayerska Bryggerier, men övertogs redan 1899 av bryggeriet Dalpilen. 1904 bytte bryggeriet namn igen, till Borlänge Bryggeri. 
Bankaktiebolaget Stockholm Öfre Norrland köpte företaget 1908 och sålde det vidare 1911 till Filipstadsföretaget Sveabryggerier, som bildade dotterbolaget AB Wasabryggeriet. Bryggeritomten sträckte sig ursprungligen från rangerbangården och in till Sveatorget En av bryggeriets mer kända bryggmästare var Louis Herbert Spendrup.
I och med Pripps & Lyckholms förvärv av Sveabryggerier påbörjades en avveckling av Wasabryggeriet, som blev klar 1953. Därefter byggdes lokalerna om och användes som lager åt Ångbryggeriet i Falun fram till 1956. 

## Wasabryggeriet idag
Idag hyrs bryggeriets lokaler ut för kontorsändamål, frisör och musikunderhållning.

### Webbkällor
- ”Fastighets AB Hushagen - Historia”. Arkiverad från originalet den 12 augusti 2010. https://web.archive.org/web/20100812235430/http://www.hushagen.se/804.php. Läst 19 januari 2010.